# Palaeotis
Palaeotis ist eine ausgestorbene Gattung der Urkiefervögel. Bekannt ist sie über mehrere vollständig erhaltene fossile Skelette aus der Grube Messel und dem Geiseltal, womit die Funde in das Mittlere Eozän (vor 47 bis 43 Millionen Jahren) datieren. Die Vertreter der Gattung erreichten etwa die Größe eines heutigen Kranichs und bewohnten Waldlandschaften. Die Erstbeschreibung von Palaeotis erfolgte 1928 anhand einiger Beinknochen, wobei aber fälschlicherweise eine Zuweisung zu den Trappen vorgenommen wurde. Erst Mitte der 1980er Jahre erkannte man eine möglicherweise nähere Beziehung zu den Straußen.

## Merkmale
Palaeotis war ein langbeiniger, flugunfähiger Vogel, der eine Gesamthöhe von weniger als 1 m erreichte, die Rekonstruktion eines Skelettes aus der Grube Messel ergab eine Scheitelhöhe von 93 cm, womit etwa die Größe eines heutigen Kranichs erreicht war. Der Schädel wies eine Länge von 13,5 cm und eine Breite von 5 cm auf. Er war relativ flach und hinter den Augen schmal gestaltet. Der Schnabel besaß eine moderate Länge, war aber deutlich schmaler als bei den heutigen Laufvögeln. Das Gaumenbein hatte noch eine recht urtümliche Form mit nach hinten weisenden knöchernen Fortsätzen, etwa vergleichbar zu den Steißhühnern und dem ausgestorbenen Lithornis. Das typische Quadratbein und das Flügelbein bildeten eine komplexe Verbindung miteinander, die den Augenhöhlenfortsatz des Quadratbeins mit einschloss. Weiterhin war das Pflugscharbein außerordentlich groß. Der Unterkiefer maß bis zu 13,3 cm und war an der Symphyse etwa 1,2 cm breit.

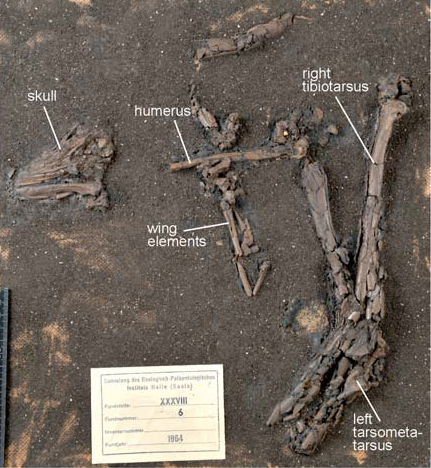
Teilskelett von Palaeotis aus dem Geiseltal

Am Körperskelett fallen die kurzen Halswirbel und die langen Fortsätze der Brustwirbel auf. Nur drei Rippen waren mit dem Brustbein verbunden, was heute noch bei den Nandus der Fall ist, bei den anderen heutigen Laufvögeln sind es meist vier oder mehr. Das Schlüsselbein hatte sich noch nicht vollständig reduziert, sondern war noch als schmaler Knochen im vorderen Bereich mit dem Schultergürtel (Scapulocoracoid) verwachsen. Das Becken besaß wie bei den anderen heutigen Urkiefervögeln aber abweichend von den Moas und Elefantenvögeln seitliche Kompressionen, wobei das Sitzbein relativ voluminös war. Die Flügel zeigten eine beginnende Reduktion. So waren der Oberarmknochen mit 13 cm und die Elle mit 9 cm noch relativ lang, allerdings wiesen die unteren Flügelknochen schon deutliche Kürzungen auf. Zudem fehlten dem Oberarmknochen die für Vögel typischen Luftkammern. Der Oberschenkelknochen war im Verhältnis zu den unteren Beinknochen relativ kurz, etwa 14 cm lang, und sehr grazil mit eher kleinen Gelenkrollen. Der Tibiotarsus besaß dagegen eine Länge von 25 cm, der Tarsometatarsus von 21 cm. Vor allem beim Tarsometatarsus erwiesen sich tiefe Längsrillen auf der Mittellinie der Ober- und Unterseite als charakteristisch, die dem Knochen einen H-förmigen Querschnitt verleihen. Die Beine endeten in drei nach vorne zeigenden Zehenstrahlen (Strahl II bis IV), wobei der mittlere Strahl (III) mit bis zu 9,4 cm Gesamtlänge am längsten war. Insgesamt waren die Zehen im Verhältnis länger als bei den heutigen großen Laufvögeln. Die Endglieder der Zehen hatten eine zylindrische Gestalt und geben somit an, dass keine stark gebogenen Krallen ausgebildet waren.

## Fossilfunde

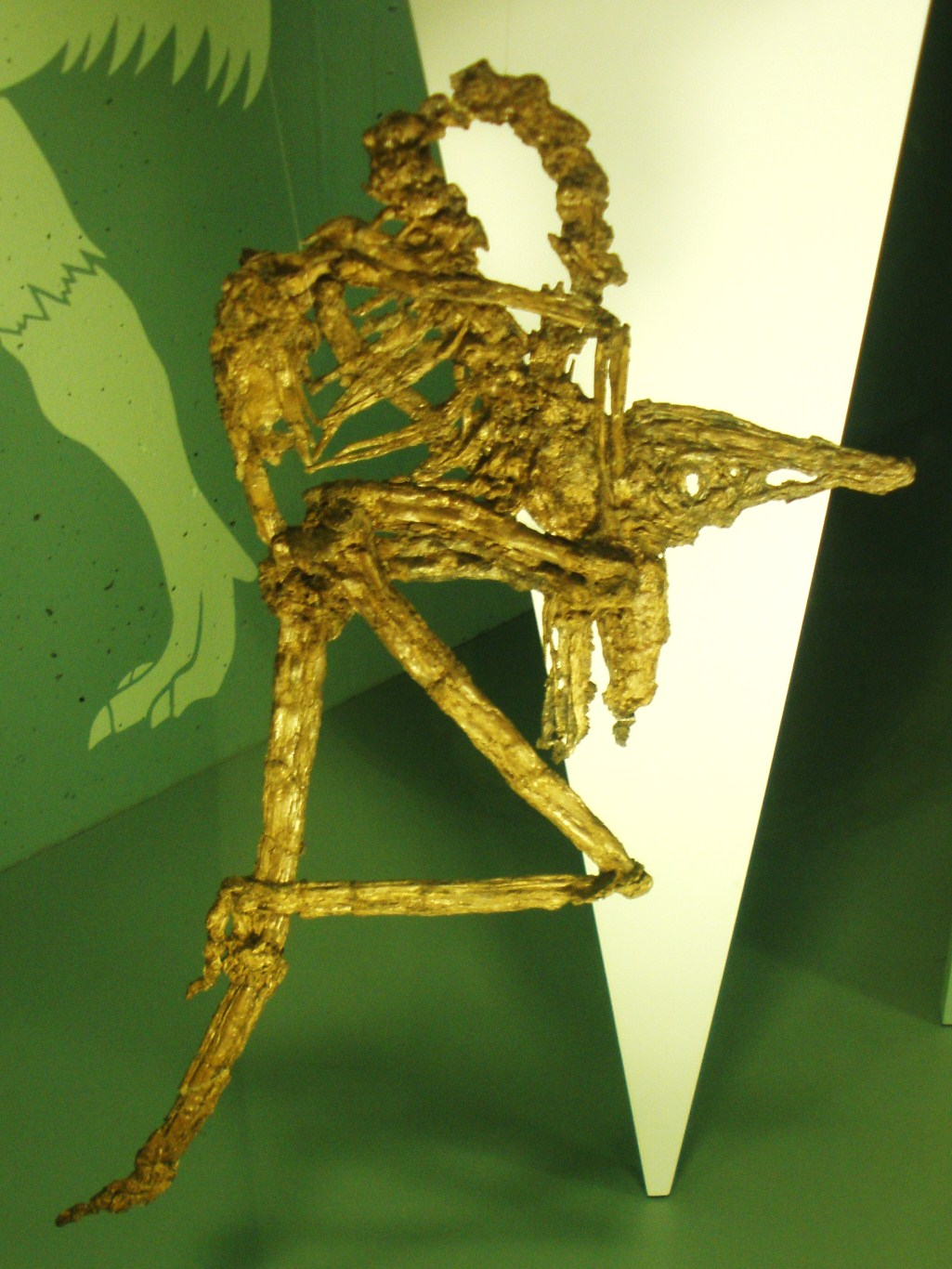
Skelett von Palaeotis aus Messel

Funde von Palaeotis sind vor allem aus Deutschland bekannt. Zu den bedeutendsten Fossilresten, die auch zur Aufstellung der Gattung dienten, gehören jene des Geiseltals bei Halle in Sachsen-Anhalt. Alle Fossilfunde hier stammen aus dem Abbaufeld Cecilie des südlichen Geiseltals und wurden im Übergang von der Oberen Mittel- zur Oberkohle gefunden, sie können somit in das ausgehende Mittlere Eozän vor rund 43 Millionen Jahren gestellt werden. Die Reste umfassen Einzelknochen der Laufbeine und des Fußes sowie ein nahezu vollständiges, allerdings etwas deformiertes und teilweise beschädigtes Skelett. Weitere herausragende Funde konnten aus der Grube Messel bei Darmstadt in Hessen geborgen werden. Erwähnenswert sind hier mehrere ebenfalls weitgehend vollständige Skelette. Aus geologischer Sicht ist die Grube Messel etwas älter als das Geiseltal, so dass die Fossilien aus dem Beginn des Mittleren Eozän vor rund 47 Millionen Jahren stammen.

## Paläobiologie
Die Ausmaße der Funde lassen auf zwei unterschiedlich große Vertreter schließen, was möglicherweise einem Sexualdimorphismus entspricht, wie es auch bei heutigen Urkiefervögeln vorkommt. Palaeotis lebte den Befunden von Messel und des Geiseltales zufolge in einer waldreichen Umgebung, war mit seinen langen Beinen aber schon an eine schnellläufige (cursoriale) Lebensweise angepasst. Hierbei entspricht Palaeotis ökologisch in etwa den heutigen Kasuaren, die tropische Regenwälder bewohnen. Die tatsächliche Anpassung an hohe Laufgeschwindigkeiten bei den heutigen großen Laufvögeln entwickelte sich möglicherweise erst mit dem Aufkommen offener Landschaften im Miozän.

## Systematik
Palaeotis ist eine Gattung aus der heute ausgestorbenen Familie der Palaeotididae, zu der eventuell auch Galligeranoides aus dem Unteren Eozän des südlichen Frankreichs gehört. Die Familie repräsentiert dabei einen Vertreter der Urkiefervögel und wird häufig mit der Ordnung der Laufvögel (Struthioniformes) in Verbindung gebracht, die allerdings aus heutiger Sicht paraphyletisch ist. Allerdings wäre Palaeotis dadurch weitläufig mit den Straußen (Struthio) verwandt. Ursprünglich wurde Palaeotis innerhalb der Familie der Strauße (Struthionidae) geführt und dort in eine eigene Unterfamilie (Palaeotidinae) verwiesen, neuere Untersuchungen ergaben jedoch einen eigenen Familienstatus. Unterschiede zu den anderen Urkiefervögeln finden sich vor allem in der Gestaltung der Hinterbeine, die etwa auf der Vorderseite des unteren Gelenkendes des Tibiotarsus einen Knochensteg aufweisen (Pons supratendineus), der eine Furche (Sulcus extensorius) überbrückt. Dadurch entsteht ein Kanal, durch den die Sehne des Zehenstreckermuskels leitet. Zusätzliche Abweichungen lassen sich beispielsweise auch am Tarsometatarsus mit seiner breiten Gelenkrolle des dritten (mittleren) Mittelfußknochens aufführen. Die Merkmale erinnern eher an heutige Kranichvögel, die aber den Neukiefervögeln angehören. Bei Palaeotis verweisen jedoch ein nach hinten orientierter Processus supraorbitalis (ein knöcherner Fortsatz des Stirnbeins oberhalb der Augen), der Umbau des Schultergürtels durch die Verschmelzung des Schlüssel- und Rabenbeins mit dem Schulterblatt, verbunden damit die Reduktion der Flügel und der Brustbeinleiste (Carina sterni) als Ansatzstelle der Flugmuskulatur, darüber hinaus das seitlich verschmälerte Becken und der Verlust des innersten Zehs eindeutig auf eine Stellung innerhalb der Urkiefervögel. Im Gegensatz zu den anderen, heutigen Laufvögeln ist der Schnabel aber deutlich schmaler.

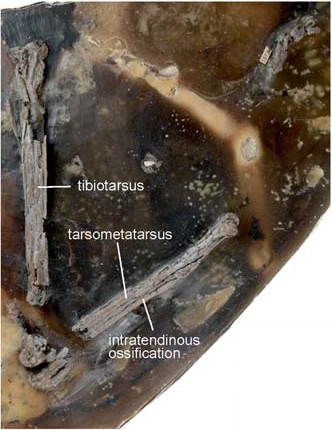
Teilskelett von Palaeotis aus dem Geiseltal (Holotyp von Palaeogrus geiseltalensis)

Die genaue phylogenetische Stellung von Palaeotis innerhalb der Urkiefervögel ist nicht eindeutig, was dem teils nur fragmentierten Fossilmaterial geschuldet ist. In einer kladistischen Analyse aus dem Jahr 2004 bildet Palaeotis mit dessen Familie das Schwestertaxon zu allen anderen, ursprünglich als Laufvögel angesehenen Urkiefervögeln und sollte somit ein stammesgeschichtlich ursprünglicher Vertreter dieser Vogelgruppe sein. Andere Bearbeiter sahen aber auch ein Schwesternverhältnis mit den Nandus. Weitere phylogenetische Studien aus den Jahren 2015 und 2017 positionieren Palaeotis einerseits als Schwesterform der Strauße, andererseits auch als solche einer ganzen Gruppe großer flugunfähiger Vögel. Eine im Jahr 2021 publizierte Analyse wiederum stuft Palaeotis als basale Form der Straußenverwandtschaft (Struthioniformes) ein. Zumeist als mehr oder weniger näher verwandt gelten die flugfähigen Lithornithidae, aus denen Palaeotis möglicherweise hervorging und von denen ebenfalls Fossilfunde aus Messel bekannt wurden.
Heute ist mit Palaeotis weigelti eine Art anerkannt. Wissenschaftlich erstbeschrieben wurden Art und Gattung von Kálmán Lambrecht im Jahr 1928 anhand einiger Beinknochen wie dem Tarsometatarsus und einzelner Zehenglieder aus dem Geiseltal. Diese stellen auch den Holotyp dar (Exemplarnummern GM 4415 (rechter Tarsometatarsus, weitgehend verloren) und 4418 (Zehenglied)). Lambrecht sah Palaeotis ursprünglich als Fossilvertreter der Trappen an, was sich auch im wissenschaftlichen Gattungsnamen widerspiegelt. Dieser setzt sich aus dem griechischen Wort παλαιός (palaiós „alt“) und Otis als Bezeichnung für die Großtrappe zusammen. Erst Mitte der 1980er Jahre im Zuge der Entdeckung mehrerer vollständiger Skelette in Messel und im Geiseltal wurde eine nähere Verwandtschaft mit den Straußen erkannt. Eingeschlossen in die Art Palaeotis weigelti ist auch das Synonym Palaeogrus geiseltalensis, das 1935 ebenfalls von Lambrecht auf Basis artikulierter Beinknochen aus dem Geiseltal beschrieben worden war. Der Artname weigelti ehrt Johannes Weigelt, der die Forschungen im Geiseltal in den 1930er Jahren maßgeblich vorangetrieben und die ersten Fossilfunde von Palaeotis 1926 oder 1927 entdeckt hatte.